# العلاقات الأوزبكستانية الطاجيكية
العلاقات الأوزبكستانية الطاجيكستانية هي العلاقات الثنائية التي تجمع بين أوزبكستان وطاجيكستان.

## مقارنة بين البلدين
هذه مقارنة عامة ومرجعية للدولتين:
| وجه المقارنة                                              | أوزبكستان       | طاجيكستان                          |
| --------------------------------------------------------- | --------------- | ---------------------------------- |
| المساحة (كم2)                                             | 448.98 ألف      | 143.10 ألف                         |
| عدد السكان (نسمة)                                         | 32.39 مليون     | 8.92 مليون                         |
| الكثافة السكانية (ن./كم²)                                 | 72.14           | 62.33                              |
| العاصمة                                                   | طشقند           | دوشنبه                             |
| اللغة الرسمية                                             | اللغة الأوزبكية | اللغة الطاجيكية                    |
| العملة                                                    | سوم أوزبكستاني  | ساماني طاجيكي، الروبل الطاجيكستاني |
| الناتج المحلي الإجمالي (بليون دولار)                      | 48.72 مليار     | 7.15 مليار                         |
| الناتج المحلي الإجمالي (تعادل القوة الشرائية) بليون دولار | 190.50 مليار    | 24.03 مليار                        |
| الناتج المحلي الإجمالي الاسمي للفرد دولار أمريكي          | 2.13 ألف        | 925                                |
| الناتج المحلي الإجمالي للفرد دولار أمريكي                 | 5.57 ألف        | 2.69 ألف                           |
| مؤشر التنمية البشرية                                      | 0.675           | 0.624                              |
| رمز المكالمات الدولي                                      | +998            | +992                               |
| رمز الإنترنت                                              | .uz             | .tj                                |
| المنطقة الزمنية                                           | ت ع م+05:00     | ت ع م+05:00                        |

## مدن متوأمة
في ما يلي قائمة باتفاقيات التوأمة بين مدن أوزبكستانية وطاجيكستانية:
- ترتبط بخارى مع خجندة باتفاقية توأمة منذ 1992.[14]
- ترتبط سمرقند مع خجندة باتفاقية توأمة منذ 4 أغسطس 1986.

## منظمات دولية مشتركة
يشترك البلدان في عضوية مجموعة من المنظمات الدولية، منها:
| علم المنظمة | اسم المنظمة                             | تاريخ انضمام أوزبكستان | تاريخ انضمام طاجيكستان |
| ----------- | --------------------------------------- | ---------------------- | ---------------------- |
|             | منظمة التعاون الإسلامي                  | ?                      | ?                      |
|             | منظمة الشرطة الجنائية الدولية           | ?                      | ?                      |
|             | الاتحاد البريدي العالمي                 | ?                      | ?                      |
|             | Central Asian Cooperation Organization ‏ | ?                      | ?                      |
|             | بنك التنمية الآسيوي                     | 1995                   | 1998                   |
|             | الفريق المعني برصد الأرض                | ?                      | ?                      |
|             | مؤسسة التنمية الدولية                   | 24 سبتمبر 1992         | 4 يونيو 1993           |
|             | منظمة الأمن والتعاون في أوروبا          | 30 يناير 1992          | 30 يناير 1992          |
|             | مؤسسة التمويل الدولية                   | 30 سبتمبر 1993         | 2 ديسمبر 1994          |
|             | منظمة شانغهاي للتعاون                   | 15 يونيو 2001          | 26 أبريل 1996          |
|             | منظمة حظر الأسلحة الكيميائية            | ?                      | ?                      |
|             | الأمم المتحدة                           | 2 مارس 1992            | 2 مارس 1992            |
|             | الاتحاد الدولي للاتصالات                | 10 يوليو 1992          | 28 أبريل 1994          |
|             | البنك الدولي للإنشاء والتعمير           | 21 سبتمبر 1992         | 4 يونيو 1993           |
|             | وكالة ضمان الاستثمار متعدد الأطراف      | 4 نوفمبر 1993          | 9 ديسمبر 2002          |
|             | يونسكو                                  | 26 أكتوبر 1993         | 6 أبريل 1993           |

## أعلام
هذه قائمة لبعض الشخصيات التي تربطها علاقات بالبلدين:
- اليشر تويتشيف (8 مارس 1976 – )

## وصلات خارجية
- موقع وزارة الخارجية الأوزبكستانية